# На дальних рубежах
«На дальних рубежах» — российский фильм 2020 года, дебют режиссёра Максима Дашкина.

## Сюжет
Драматический любовный треугольник на отдалённой военной российской базе в Киргизии: привычный жизненный уклад семьи майора Лескова разрушается изменой жены Марии с сослуживцем мужа капитаном Крайновым, что приводит к трагической развязке.

## В ролях
- Виктория Толстоганова — Мария
- Сергей Шнырёв — Николай, муж Марии
- Александр Кудин — Крайнов

## Съёмки
Съемки проходили в киргизском городе Балыкчи, в массовке задействованы местные жители, так военные из части — это старшеклассники из местной школы, которых тренировали около двух недель, а уже потом они работали на съемочной площадке, роль священника в фильме играет отец Евгений, который служит в храме на авиабазе Кант.

## Фестивали и награды
- 2020 — 42-й Московский международный кинофестиваль — участник конкурсной программе, по итогам зрительского голосования фильм занял второе место.
- 2021 — Международный кинофорум «Золотой Витязь» — диплом «За лучшую главную женскую роль» актрисе Виктории Толстогановой.